# فلنجة

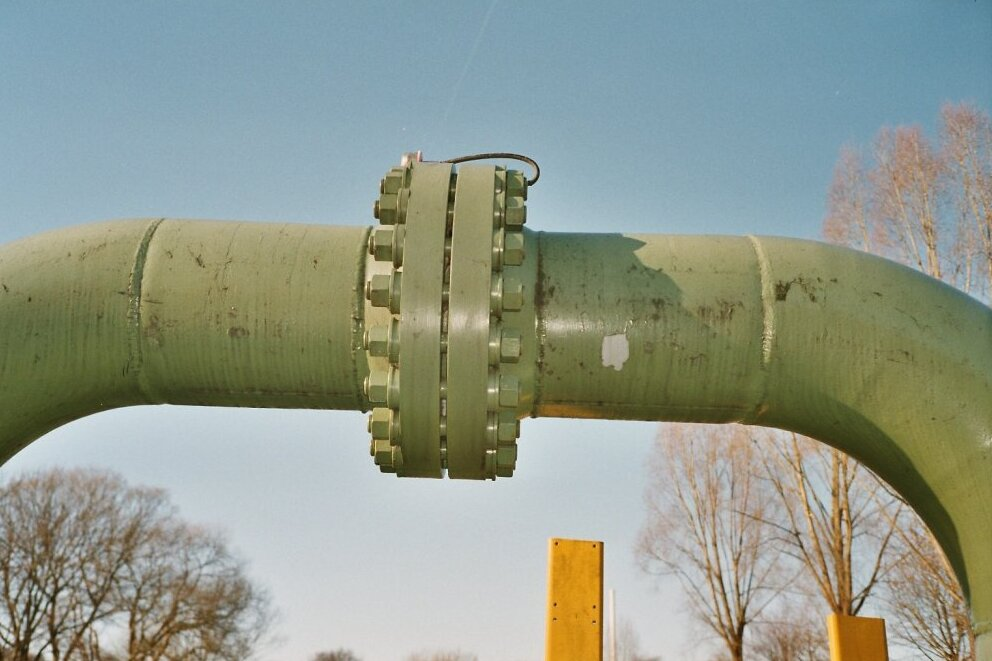
شفير على خط أنابيب غاز.

الشَفِير (الجمع: أشفَار) أو أو الشَّفَة أو الشّفر أو الكِفاف أو  الفلنجة هو طوق على حذا اسطوانة لغرض الوصل (عادة بين المواسير أو الأنابيب والمعدات) أو لغرض التقوية.